# Портер, Джек
Джек Кенни Портер (англ.  Jack Kenny Porter; родился 15 июля 2008, Челмсфорд, Англия) — английский футболист, вратарь клуба «Арсенал».

## Клубная карьера
Воспитанник академии лондонского «Арсенала». 19 сентября 2024 года впервые попал в заявку основной команды «канониров» на матч общего этапа Лиги чемпионов против итальянского клуба «Аталанта», однако на поле не появился. 25 сентября 2024 года дебютировал за «Арсенал», проведя полную встречу против «Болтон Уондерерс» в Кубке лиги, и в возрасте 16 лет и 72 дня стал самым молодым игроком в истории клуба, вышедшим в стартовом составе.

## Карьера в сборной
Выступал за сборную Англии до 16 лет. В мае-июне 2025 года вместе со сборной страны до 17 лет принял участие на чемпионате Европы, сыграв во всех матчах команды.